# Milagros Ortiz Bosch
Milagres María Ortiz Bosch (23 de agosto de 1936)  é uma advogada, empresária e política dominicana. Foi a primeira mulher dominicana a ocupar a vice-presidência do país, no período de 2000 a 2004, ao lado do ex-presidente Hipólito Mejía. Foi senadora do Distrito Nacional em duas ocasiões, (1994-1998 e 1998-2000) e Secretária de Estado de Educação da República Dominicana.
Foi mais uma vez candidata a senadora do Distrito Nacional pelo Partido Revolucionário Dominicano (PRD) nas eleições parlamentares e municipais de 2010, tendo sido então derrotada pelo candidato do Partido da Libertação Dominicana Reinaldo Parede Pérez.

## Biografia
Milagros María Ortiz Bosch nasceu na cidade de São Domingos em 23 de agosto de 1936. Casou-se com o argentino Joaquín Basanta (Buenos Aires, circa 1918–Cuba, 1990), com quem teve seu único filho, o cineasta Juan Basanta. Dedicou-se à política desde muito jovem, influenciada por seu tio Juan Bosch, e chegou a ocupar a vice-presidência da República Dominicana no período de 2000-2004, ao lado do presidente Hipólito Mejía. Atuou brevemente como presidente interina durante as ausências, por motivos de viagens ao exterior, do então presidente Hipólito Mejía.
Doutora cum laude em Direito e com pós-graduação em Ciência Política.
Foi a primeira mulher eleita à vice-presidência na história deste país, tomando posse em 16 de agosto de 2000, ao lado do ex-presidenteHipólito Mejía.

## Política
Seu início na política dominicana se deu com o Partido Revolucionário Dominicano, destacando-se em 1962 com Ángel Miolán, Nicolás Silfa, entre outras personalidades do Partido Revolucionário Dominicano, na organização da Caravana da Liberdade, com a qual percorreram diferentes povoados e cidades da República Dominicana, com o slogan de "borrón y cuenta nova" (em tradução livre: um novo começo).
Foi senadora de Santo Domingo de Guzmán, Distrito Nacional, nos períodos de 1994 - 1998 e 1998 - 2002. Em seu primeiro período como Senadora da República, foi membro do Conselho Nacional da Magistratura, órgão responsável pela eleição dos membros do Suprema Corte de Justiça. Em seu segundo período, teve que entregar o cargo a José Antonio Najri, para poder assumir as funções de vice-presidente da República e Secretária de Educação do período 2000 - 2004.
Foi também diretora de Promoção Cultural e Relações Públicas da Universidade Autónoma de Santo Domingo, Directora Técnica da Câmara de Deputados, professora do posgrado em Ciências Políticas da Universidade Nacional Pedro Henríquez Ureña; diretora do Carnaval de Santo Domingo; coprodutora, ao lado do doutor José Francisco Peña Gómez, do programa televisivo "Os Dirigentes". Caracterizou-se pelo trabalho em equipe, a direção gerencial e o desenvolvimento de lideranças coletivas.
Em 2007, Milagros participou das primárias do Partido Revolucionário Dominicano apoiada por um grupo dos líderes mais antigos do partido, encabeçado por Fello Suberví. Perdeu para seu único rival, o engenheiro Miguel Vargas Maldonado, ex-secretário de obras públicas na gestão do ex-presidente Hipólito Mejía. O resultado nas primárias foi de 20% para Milagres Ortiz e de 80% para Miguel Vargas, adiando a participação das mulheres na condução da nação e a modernização da Administração Pública que a Corrente Unidos orienta. Após um momento de inatividade política, depois da derrota na mencionada convenção, Ortiz Bosch integra-se à campanha eleitoral de quem tinha sido seu rival interno, chegando a dirigir a campanha para o Distrito Nacional.
Em 10 de julho de 2020, após as eleições presidenciais de 5 de julho de 2020, o novo presidente eleito Luis Abinader, como primeira designação de seu futuro governo, nomeia Milagre Ortiz Bosch como responsável pelas políticas de transparência, ética e prevenção da corrupção, na Direção de Ética Governamental. Estes são os primeiros integrantes do gabinete de Abinader

## Realizações no Senado
- A Lei Geral de Educação.
- Reforma à Lei Contra a Violência Intrafamiliar.
- A Lei de Independência Orçamentária do Poder Judicial.

## Carreira como Vice-presidente
Durante os quatro anos (2000-2004) em que foi vice-presidente da República, ocupou a Secretaria de Estado de Educação, a presidência do Conselho Nacional de Pessoas com Deficiência, e em 41 ocasiões exerceu a presidência interina da República ante as saídas e viagens do presidente. Como Secretária de Estado de Educação foi responsável por assinar os contratos de empréstimos com o Banco Interamericano de Desenvolvimento (BID) para estabelecer os Programas Multifases para a Educação Básica e Ensino Médio. Ortiz Bosch criou e propiciou o Plano Estratégico de Desenvolvimento da Educação para o período 2003-2012, e pôs em funcionamento as Juntas Descentralizadas de Educação para que estas se encarregassem da manutenção das escolas.  Sob sua gestão realizou-se o primeiro censo nacional de infraestrutura escolar. Estabeleceu-se o Concurso Docente como único mecanismo de ingresso na carreira de docência pública, criou o INAFOCAM e reorganizou as escolas normais no Instituto de Educação Salomé Ureña de Henríquez.
Com a eficácia no processo de modernização do Estado, a Secretaria de Educação foi declarada participante do programa-acordo com a Junta Central Eleitoral (JCE) e a Igreja Católica, para a realização de um programa de registro de certidões de nascimento que permitiu a autorização de ingresso às escolas das crianças que não possuíam esta documentação de identidade.
Entre suas maiores contribuições encontram-se o estabelecimento do software TRANSPARÊNCIA, que permitiu aos dominicanos e estrangeiros acessar na internet todas as ações da Secretaria de Estado de Educação (SEE) em matéria financeira, incluindo nomeações, compras, licitações, entre outras.
Nas diferentes ocasiões em que ocupou a presidência interina, teve que tomar decisões críticas como o foi a destituição do então diretor dos Bens Nacionais, Víctor Tió, acusado de corrupção, a prisão do cônsul dominicano em Cabo Haitiano, intervir no Instituto Agrário Dominicano diante do sequestro temporário de um de seus executivos, entre outras medidas.